# Раул Трухиљо
Раул Макс Трухиљо (енгл. Raoul Max Trujillo; Санта Фе, Нови Мексико, 8. мај 1955), је амерички позоришни, филмски и телевизијски глумац.
После средње школе, провео је три године служећи војску у Немачкој. Радио је као инструктор алпског скијања у Таосу, у Новом Мексику. Познат је по филмовима  Ридик: Владар таме (2013), Апокалипто (2006) и Нови свет (2005).